# Knud Nielsen (politiker, 1928-2012)
 Der er flere personer med dette navn, se Knud Nielsen.
Knud Nielsen (født 17. september 1928 i Aalborg, død 30. januar 2012 i Konz, Trier) var en dansk politiker, der repræsenterede Socialdemokraterne i Folketinget og Europaparlamentet i 1960'erne og 1970'erne.
Nielsen, der var uddannet translatør, underviste i mange år ved Købmandsskolen i København og senere ved Sønderborg Handelsgymnasium. Han sluttede karrieren som lektor ved Handelshøjskole Syd i 1986.
Sin politiske karriere påbegyndte han ved folketingsvalget 1968, hvor han blev valgt for Socialdemokraterne. I perioden som folketingsmedlem frem til 1977 var han blandt andet formand for Udenrigsudvalget og Forsvarsudvalget. Han blev i 1973 valgt til Europaparlamentet, men fortsatte samtidig i Folketinget. Dengang tillod Socialdemokratiet dobbeltmandater. 
Fra 1990 var han bosat i Konz syd for Trier i Tyskland.